# Keltská stezka u Nasavrk

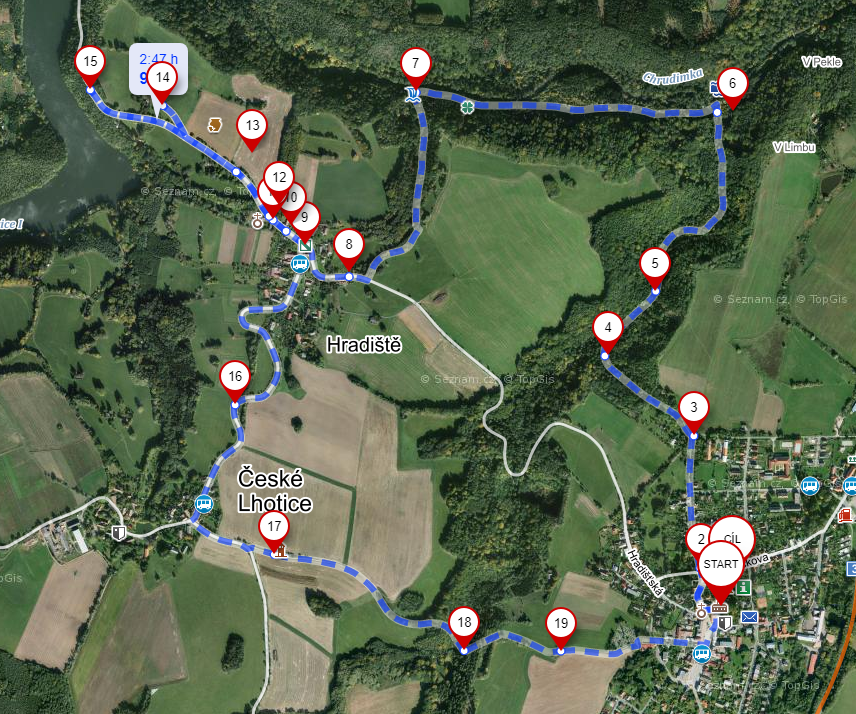
Trasa Keltské stezky u Nasavrk

Keltská stezka prochází Železnými horami a tvoří okruh 9,5 km okolo obce Nasavrky. Celkem má 20 zastavení s naučnými tabulemi .

## Trasa
Začíná v Nasavrkách před zámkem, vede na sever podél přírodní památky Kaštanka, která se zde nachází už od roku 1776. Následně cesta pokračuje do Strádovského pekla. Dále prochází přírodní rezervací Krkanka do obce Hradiště. Nejzajímavější součástí stezky je prostor bývalého oppida, ve kterém je umístěn malý okruh se 6 naučnými tabulemi. Ty jsou zaměřeny na archeologický výzkum, který zde probíhal. Trasa pokračuje na jih do vesnice České Lhotice a odtud kolem rozhledny Boiika, ze které je nádherný výhled na Orlické hory, zpět do Nasavrk.

## Keltský skanzen
Kousek od konce stezky směrem na jihovýchod je nově postavený Keltský skanzen. Skanzen je otevřen od dubna až po říjen. Pořádají se zde různé akce, jako třeba oslava svátku Lughnasadh.